# Rigsbiskop
Rigsbiskop (ty. Reichsbischof, som øgenavn ReiBi) var under nationalsocialismen i Tyskland titlen på det embede som efter kirkeforfatningen af 11. juli 1933 blev det højeste organ i Deutsche Evangelische Kirche der afløste Deutscher Evangelischer Kirchenbund fra 1922. Embedet fandtes kun under nationalsocialismen
Den første udnævnte rigsbiskop var indtil 24. juni 1933 Friedrich von Bodelschwingh, der imidlertid ikke tiltrådte på grund af de kirkepolitiske stridigheder foråret og sommeren 1933. Efter ham fulgte Ludwig Müller, præst i militærdistrikt Østpreussen (ty. 'Wehrkreispfarrer von Königsberg'). Han var overbevist nationalsocialist og tro følger af Hitler. Müller blev indviet september 1933 og var rigsbiskop frem til 1945.
Müller mistede efterhånden partiets støtte og 1935 også reele beføjelser ved udnævnelsen af en rigskirkeminister, Hanns Kerrl.

## Reference
1. ↑  Side 232 i Jens Holger Schjørring: Kristendom og socialt engagement : V. Ammundsen og hans samtid, Berlingske Forlag, 1980 – ISBN 87-19-40107-8